# Sechura (tỉnh)
Tỉnh Sechura (tiếng Tây Ban Nha: Provincia de Sechura) là một tỉnh thuộc vùng Piura của Peru. Tỉnh Sechura có diện tích 6370 km², dân số thời điểm theo điều tra dân số ngày 11 tháng 7 năm 1993 là 42568 người. Tỉnh lỵ đóng ở Sechura.